# موريش (نهر)

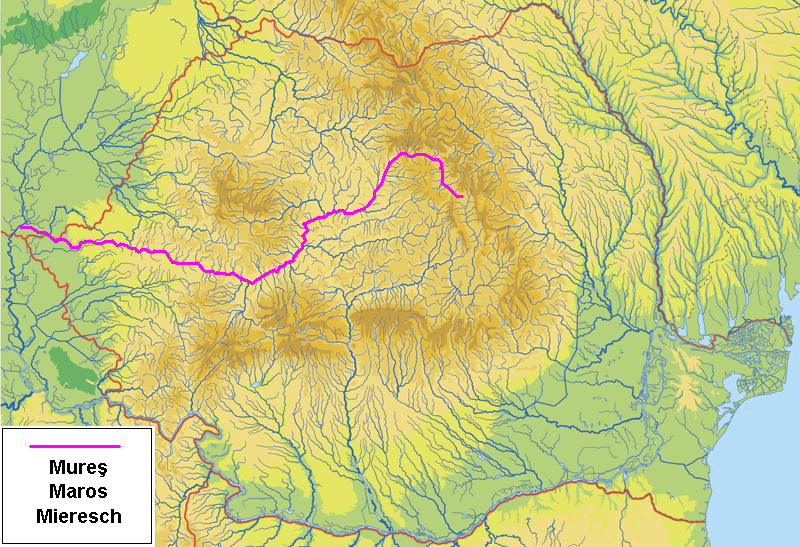
موقع النهر

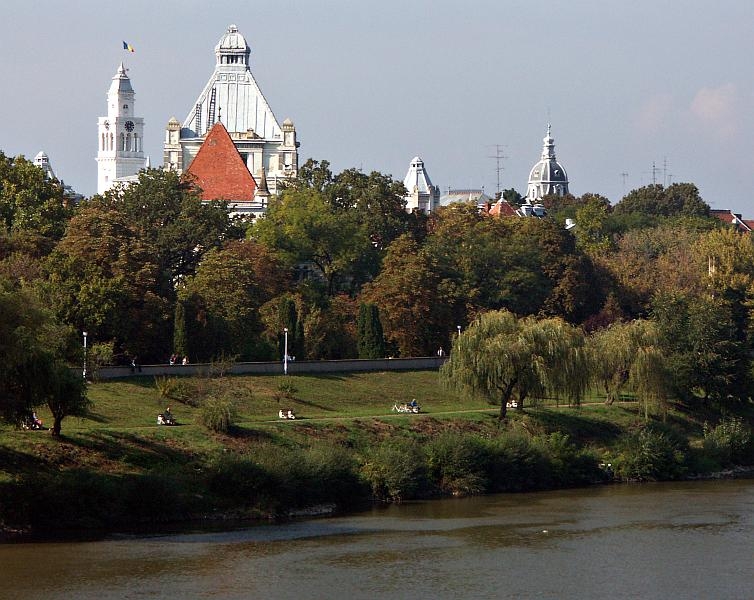
نهر موريش في مدينة أراد

نهر موريش (بالرومانية: Mureş, باللاتينية: Maris, بالهنغارية: Maros, بالألمانية: Mieresch) نهر يمر في رومانيا وهنغاريا, ينبع من جبال هشماشو ماريه في رومانيا من سلسلة الكارابات, يتجه غربا قاطعا منطقة ترانسيلفانيا مارا بعدة مدن أهمها ترجو موريش, البا يوليا, وأراد, يشكل 22,3 كم من الحدود الرومانية-الهنغارية بعدها يدخل الأراضي الهنغارية ويصب في نهر تيسا أحد روافد الدانوب عند مدينة سيغيد بطول كلي 761 كم.

## معرض صور

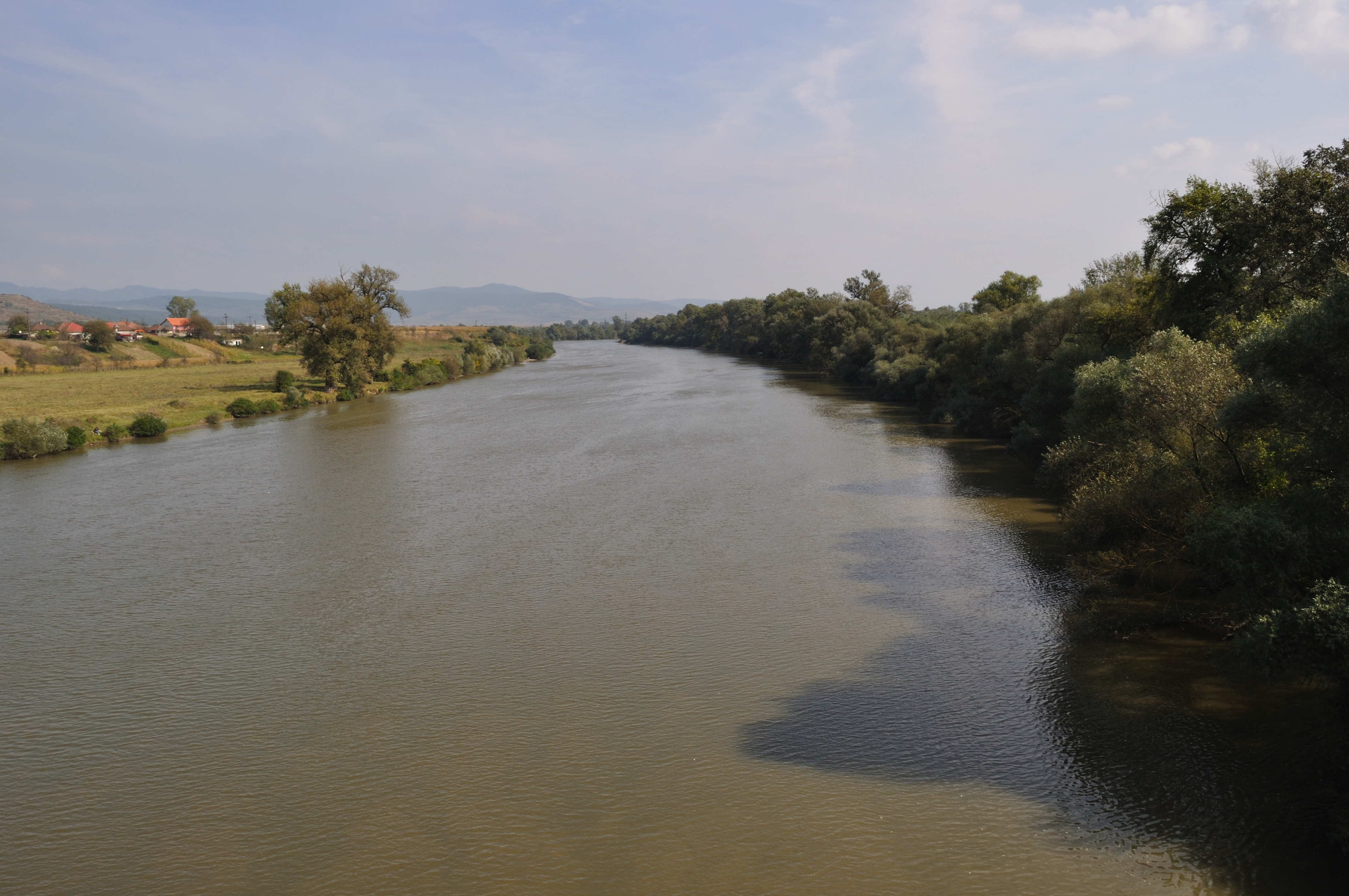
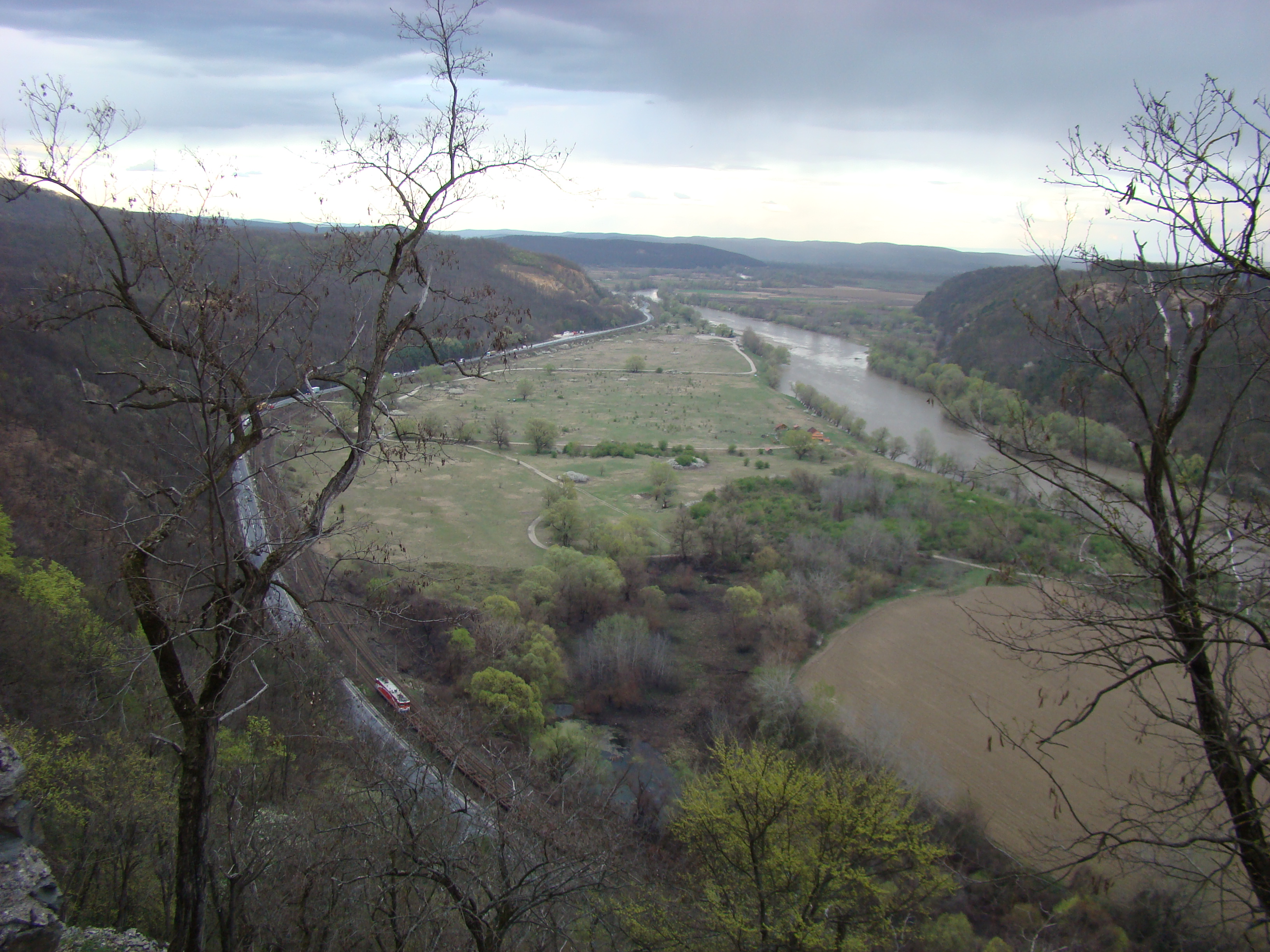
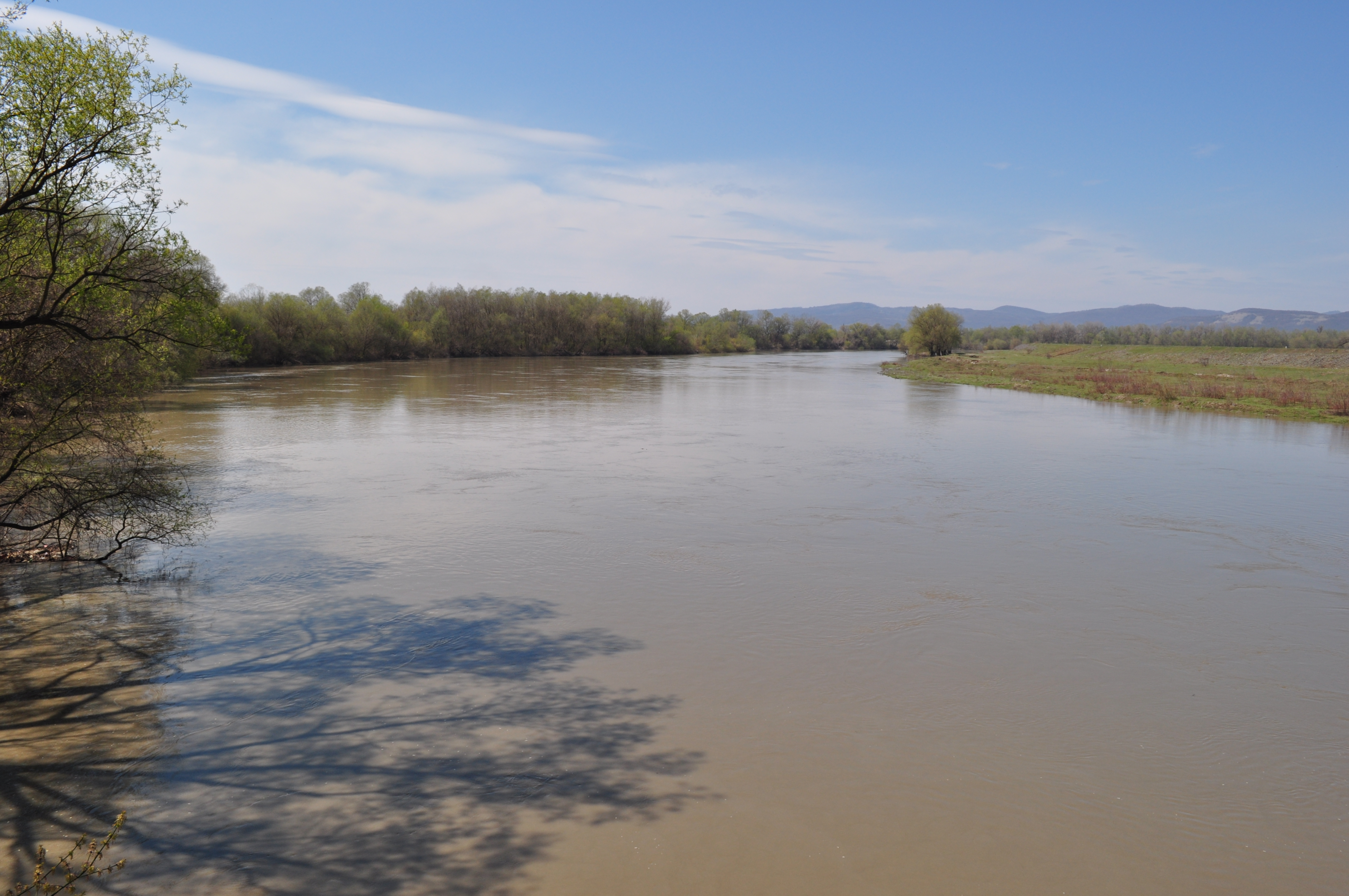